# Atrichopogon tenuiatus
Atrichopogon tenuiatus är en tvåvingeart som beskrevs av Tokunaga 1959. Atrichopogon tenuiatus ingår i släktet Atrichopogon och familjen svidknott. Inga underarter finns listade i Catalogue of Life.